# كمثرى إيبيرية
الكمثرى الإيبيرية هي نوع من النباتات يتبع جنس الكمثرى من الفصيلة الوردية. وصف هذا النوع من النبات علمياً لأول مرة من قبل بيير إدموند بوييه، وتوجد هذه الشجرة بشكل رئيسي في المناطق الجنوبية من شبه الجزيرة الإيبيرية وفي شمال غرب إفريقيا والمغرب.

## الوصف
هي شجرة صغيرة أو شجيرة كبيرة تنمو عادةً حتى تصل إلى ارتفاع 3-10 أمتار. أوراقها بيضاوية الشكل، صغيرة، ولها حواف مسننة. الزهور بيضاء وتزهر في الربيع. الثمار صغيرة وحمراء اللون أو بنية، تُعرف بالكمثرى البرية أو الكمثرى القزم.

## التوزيع والموائل
توجد الشجرة في المناطق ذات المناخ المتوسطي، حيث تكون التربة جيدة التصريف ومعتدلة الخصوبة. يمكن العثور عليها في الغابات المفتوحة والمراعي والحقول.

## الاستخدامات
على الرغم من أن ثمارها ليست شائعة للاستهلاك البشري بسبب صغر حجمها ونكهتها القوية، إلا أن هذه الشجرة تُستخدم كمصدر غذائي للحيوانات البرية، وخاصة الخنازير البرية. كما تُستخدم الشجرة أيضًا في برامج إعادة التحريج والحفاظ على التنوع البيولوجي.

## الحماية
تُعتبر الشجرة نوعًا مهمًا بيئيًا، ويُسهم في استدامة الأنظمة البيئية التي ينمو فيها. لذلك، يُعطى له الاهتمام بحمايته والمحافظة على موائله الطبيعية.

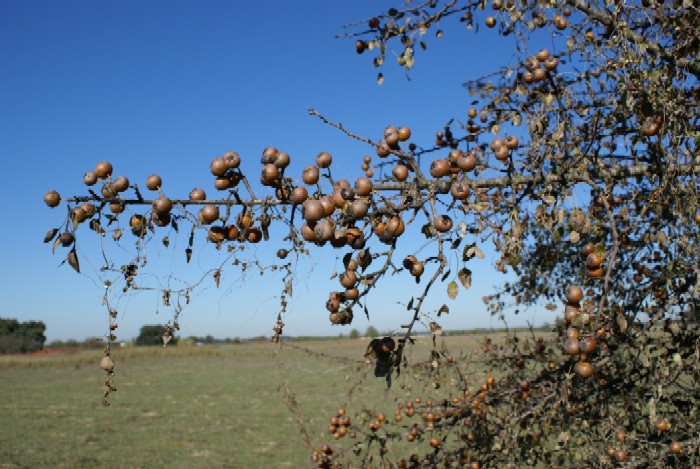
فرع مثمر لشجرة الكمثرى الإيبيرية المثمرة المعزولة في جنوب غرب اسبانيا
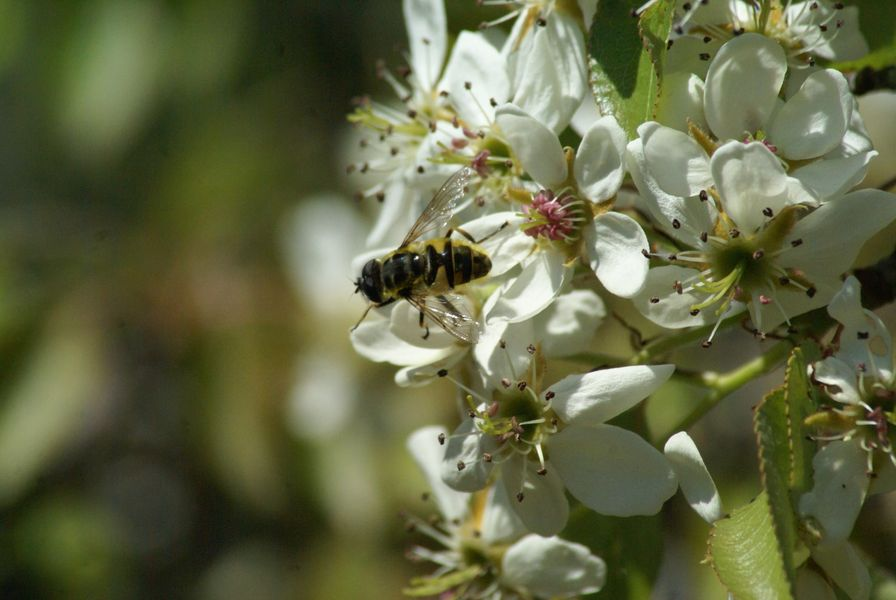
الزهور الكمثرى الإيبيرية
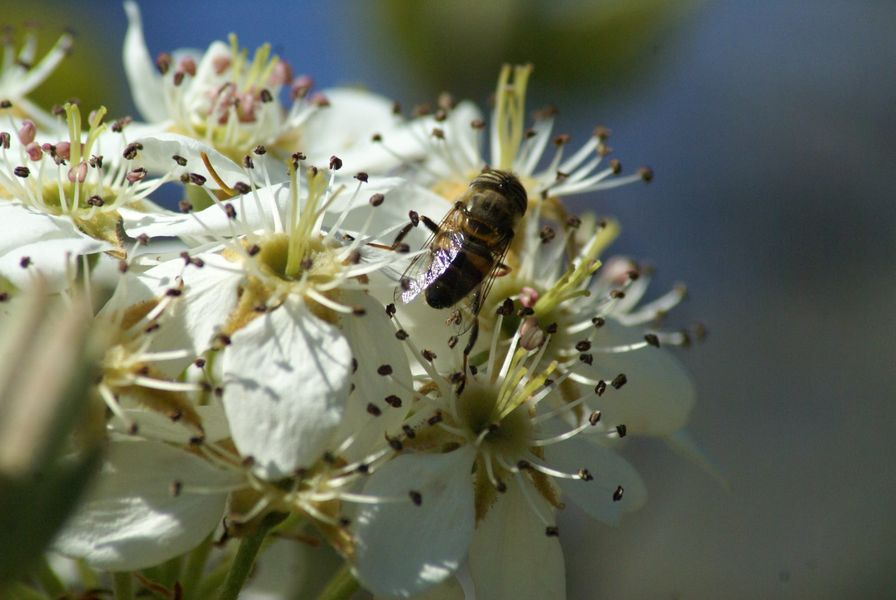
الزهور الكمثرى الإيبيرية